# Christian Streich
Christian Streich (Weil am Rhein, 1965. június 11.) német labdarúgó, középpályás, edző. Ismertté elsősorban edzői munkája tette, 2012-től 2024-ig az SC Freiburg vezetőedzője volt. Az SC Freiburggal elért sikerei, stílusa, valamint a társadalmi kérdésekben is aktív véleménynyilvánítása miatt kultikus figurának számít a német labdarúgásban.

## Játékos-pályafutása
A Baden-Württemberg tartományban lévő Eimeldingenben nevelkedett, a helyi csapatban (SpVgg Märkt-Eimeldingen) kezdett el játszani is. Később az FV Lörrach utánpótlásában folytatta pályafutását, míg 1982-ben le nem szerződtette az egyszeres német bajnok Freiburger FC csapata, amelyik akkor esett ki a másodosztályból.
Első felnőtt mérkőzését az 1983/84-es szezonban játszotta az akkor harmadosztályú Oberliga Baden-Württembergben. A Freiburger FC ugyan megnyerte a bajnokságot, a feljutásról döntő osztályozó tornán a négy induló csapatból a harmadik helyet szerezte meg, így nem jutott fel. 1985-ben a másodosztályú Stuttgarter Kickers csapatához igazolt, majd két szezon után visszatért Freiburgba, csak most a szintén másodosztályú SC Freiburghoz. Ebben az időszakban csapattársai között volt Joachim Löw és Leroy Sané édesapja, Souleymane is. 1988-ban az első osztályból akkor kiesett FC 08 Homburg játékosa lett, amellyel a szezon végén a Bundesligába való feljutást ünnepelhette. A rá következő szezonban tízszer lépett pályára a Bundesligában. Miután a Homburg a szezon végén kiesett az élvonalból, Streich újra a Freiburger FC játékosa lett, itt is fejezte be játékos-pályafutását 1994-ben.
Karrierje során középpályásként játszott, összesen tíz Bundesliga-, illetve hatvannégy másodosztályú mérkőzésen lépett pályára. Mindeközben tizenkilenc évesen ipari előadói (Industriekaufmann) végzettséget szerzett, huszonöt évesen bepótolta az érettségijét, ezt követően pedig tanárszakosként germanisztika, történelem és testnevelés szakirányon szerzett egyetemi diplomát.

## Edzői pályafutása
Egy évvel visszavonulása után egykori csapata, az SC Freiburg szerződtette utánpótlásedzőnek, 1996-ban megbízták az U19-es csapat vezetésével. Legnagyobb sikerei a klub utánpótlásában a 2008-ban megnyert U19-es bajnokság, valamint háromszoros U19-es kupagyőztes (2006, 2009, 2011). Utánpótlásbeli munkája mellett 2007-ben a felnőttcsapatban Robin Dutt egyik pályaedzőjévé is kinevezték. Ebben az időszakban kapott szerepet a felnőttcsapatban több saját nevelésű játékos is, mint Dennis Aogo, Oliver Baumann, Ömer Toprak vagy a később Magyarországon is játszó Eke Uzoma. Streich 2011-ben, Robin Dutt távozása és Marcus Sorg kinevezése után is maradt pályaedző.
A csapat a 2011/12-es szezon első felében gyengén szerepelt, tizenhét bajnoki mérkőzés alatt mindössze három győzelme volt az SC Freiburgnak, valamint az SpVgg Unterhaching ellen kiesett a DFB-kupa első fordulójában. A téli szünetben Streich lett Sorg utódja a felnőttcsapatnál, aki a tabella utolsó, 18. helyéről sikerült a tizenkettedik helyen befejezni a szezont, a bennmaradást a 32. fordulóban bebiztosítva (a harmincnégyből). A 2012/13-as Bundesliga-szezont a Freiburg nagy meglepetésre az ötödik helyen fejezte be, ezzel kvalifikálva a klubot az UEFA Európa-liga csoportkörébe. Itt a későbbi győztes Sevilla FC és a Slovan Liberec mögött, illetve a portugál GD Estoril Praia előtt harmadik helyen végzett a csoportban. A bajnokságot a 14. helyen fejezte be. A 2014/15-ös szezonban nem szerepelt jól, a szezon végén kiesett a Freiburg a másodosztályba, amellyel viszont egyből vissza is jutott a Bundesligába az első helyen végezve.
A 2016/17-es szezonban ismét az egyik meglepetéscsapat volt a Freiburg, a hetedik helyen fejezte be a bajnokságot, így az Európa Liga selejtezőjében szerepelhetett. Itt a szlovén NK Domžale ellen esett ki a klub, viszont a bajnokságban sikerült a bennmaradást biztosítani. Ezt követően a német élvonal egyik stabil szereplőjévé fejlődött a Freiburg, Streich pedig a legrégebb óta hivatalban lévő Bundesliga-edző lett. 2022-ben a német sportújságírók szavazatai alapján Streichot választották a 2021/22-es szezon edzőjévé. 2024. március 18-án bejelentette, hogy a 2023/24-es szezon végével, a klubnál töltött huszonkilenc év után távozik Freiburgból.
Szokatlan stílusa és nyilatkozatai miatt már vezetőedzői időszakának legelején felfigyelt rá a német, később a nemzetközi sajtó is. Nyilatkozataiban, illetve mérkőzések előtti és utáni sajtótájékoztatóiban a mérkőzésekkel kapcsolatos véleményén túl sokszor kifejti álláspontját aktuális társadalmi-közéleti kérdésekről is, amelyek nagy feltűnést váltanak ki. A New York Times emiatt Streichot a Fekete-erdő filozófusának és a német labdarúgás lelkiismeretének nevezte. 2022-ben a német szövetségi elnököt választó Szövetségi Gyűlés (Bundesversammlung) tagja volt, ide a baden-württembergi Zöldek delegálták (a pártnak nem tagja).

## Vezetőedzői statisztika
2024. május 18-i állapot szerint.
| SC Freiburg | 2011. december 29. | 2024. június 30. | 480 | 191 | 125 | 164 | 39.79 |
| Összesen    | Összesen           | Összesen         | 490 | 194 | 128 | 168 | 39.59 |